# 堅戰

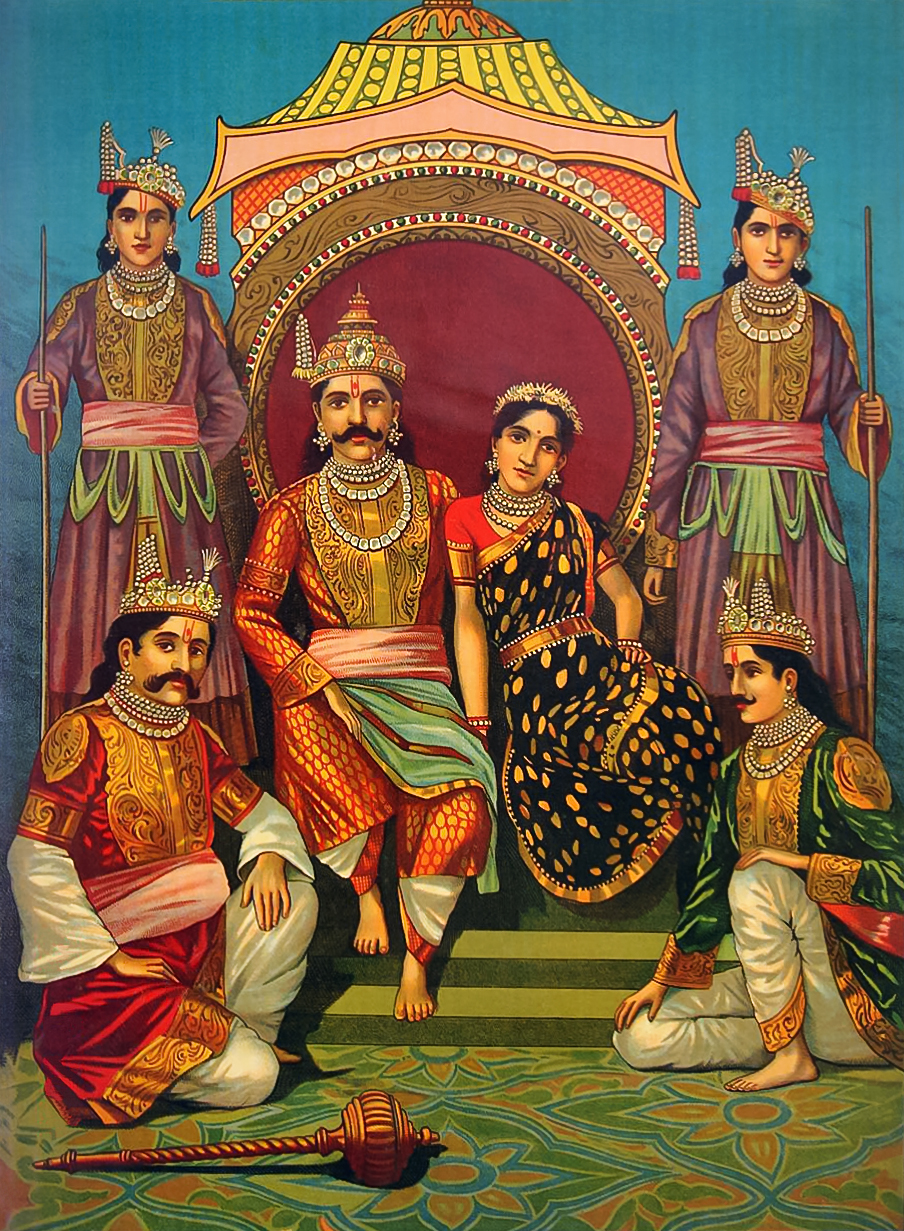
般度族與黑公主

堅戰是摩訶婆羅多中般度族的首領，般度五子的兄長，哈斯蒂納普爾的國王。堅戰名義上的父親是般度，但因般度得罪天神導致不能與女性行房，所以貢蒂利用神力與天神生下兒子，所以堅戰實際上是正法之神閻摩之子。由於般度早逝，國家由伯伯持國攝政，但持國的兒子俱盧族對王國虎視眈眈，尤其是長子難敵。難敵利用擲骰子賭博，騙取了般度族的財寶財產領地，作為長子的堅戰更以兄弟及妻房作為賭注，令般度族一度被流放達13年之久。最後，堅戰借助外家木柱王及黑天的勢力，發動俱盧之戰，打敗了俱盧族，重新奪回王位。國家穩定後，般度五子決定退休，五子連同一隻狗登上喜瑪拉雅山，由於堅戰的老實與堅毅，最後只有他能夠通過因陀羅的考驗進入天堂。